# Львутин, Богдан Романович
Богда́н Рома́нович Льву́тин (род. 6 июня 2001, Курск) — российский хоккеист, нападающий.

## Карьера
Богдан Львутин начал заниматься хоккеем в родном городе Курск, в команде «Сокол». Также, на юношеском уровне, выступал за школы таких команд как: «Сокол» (Курск), «Северная звезда» (Москва), «Витязь» (Подольск), «ХК Белгород», «Варяги» (в Посёлке имени Морозова), «Орбита» (Зеленоград) и в школе воскресенского «Химика».
В сезоне 2018/2019 дебютировал на профессиональном уровне в составе столичного «МХК Спартак», в чемпионате МХЛ. В сезоне 2019/2020, в январе 2020 года отправился с основной командой «Спартака» на выездную серию игр, по маршруту Сочи — Минск — Череповец. 12 января, во второй гостевой игре против «Динамо», Богдан дебютировал на уровне КХЛ. Всего, в сезоне 2019/2020 отыграл 5 матчей за основной состав, являясь игроком подмены, появляясь в четвёртом звене. Большую часть времени хоккеист провёл в молодёжной команде, а также привлекался к играм ВХЛ за аффилированный клуб — воскресенский «Химик». 30 апреля 2021 года в связи с истечением контракта покинул «Спартак».